# Tour der französischen Rugby-Union-Nationalmannschaft nach Südamerika 1960
| Tour der Franzosen nach Südamerika 1960 | Tour der Franzosen nach Südamerika 1960 | Tour der Franzosen nach Südamerika 1960 | Tour der Franzosen nach Südamerika 1960 | Tour der Franzosen nach Südamerika 1960 |
| Übersicht                               | S                                       | G                                       | U                                       | N                                       |
| --------------------------------------- | --------------------------------------- | --------------------------------------- | --------------------------------------- | --------------------------------------- |
| Test Matches                            | 03                                      | 03                                      | 0                                       | 0                                       |
| Sonstige Spiele                         | 10                                      | 10                                      | 0                                       | 0                                       |
| Gesamt                                  | 13                                      | 13                                      | 0                                       | 0                                       |
|                                         |                                         |                                         |                                         |                                         |
| Argentinien                             | 03                                      | 03                                      | 0                                       | 0                                       |

Die Tour der französischen Rugby-Union-Nationalmannschaft nach Südamerika 1960 umfasste eine Reihe von Freundschaftsspielen der französischen Rugby-Union-Nationalmannschaft. Sie reiste im Juli und August 1960 durch Argentinien, Chile und Uruguay, wobei sie während dieser Zeit 13 Spiele bestritt. Darunter waren zwei Test Matches gegen die argentinische Nationalmannschaft. Zwei weitere Spiele gegen die chilenische und die uruguayische Nationalmannschaften zählten nicht als Test Match. Hinzu kamen acht Begegnungen mit argentinischen Vereinen. In sämtlichen Spielen gingen die Franzosen als Sieger vom Platz.

## Spielplan
- Hintergrundfarbe grün = Sieg

(Test Matches sind grau unterlegt; Ergebnisse aus der Sicht Frankreichs)
| #  | Datum           | Gegner                             | Ort               | Stadion                      | Ergebnis |
| -- | --------------- | ---------------------------------- | ----------------- | ---------------------------- | -------- |
| 01 | 09. Juli 1960   | Deportiva Francesa                 | Buenos Aires      | Estadio GEBA                 | 14:3     |
| 02 | 13. Juli 1960   | Gimnasia y Esgrima de Buenos Aires | Buenos Aires      | Estadio GEBA                 | 40:6     |
| 03 | 17. Juli 1960   | Club Universitario de Buenos Aires | Buenos Aires      | Estadio GEBA                 | 26:3     |
| 04 | 20. Juli 1960   | Club Pueyrredón                    | Buenos Aires      | Estadio GEBA                 | 26:6     |
| 05 | 23. Juli 1960   | Argentinien                        | Buenos Aires      | Estadio GEBA                 | 37:3     |
| 06 | 27. Juli 1960   | Club San Fernando                  | Buenos Aires      | Estadio GEBA                 | 60:5     |
| 07 | 30. Juli 1960   | CA San Isidro                      | Buenos Aires      | Estadio GEBA                 | 65:5     |
| 08 | 03. August 1960 | Club La Tablada                    | Córdoba           | Jockey Club                  | 69:8     |
| 09 | 06. August 1960 | Argentinien                        | Buenos Aires      | Estadio GEBA                 | 12:3     |
| 10 | 10. August 1960 | Chile                              | Santiago de Chile | Prince of Wales Country Club | 55:6     |
| 11 | 13. August 1960 | Club Pucará                        | Buenos Aires      | Estadio GEBA                 | 27:9     |
| 12 | 17. August 1960 | Argentinien                        | Buenos Aires      | Estadio GEBA                 | 29:6     |
| 13 | 20. August 1960 | Uruguay                            | Montevideo        | Carrasco Polo Club           | 59:0     |

## Test Matches
| 23. Juli 1960 | Argentinien         | 3 : 37         | Frankreich                                                                                                | Estadio GEBA, Buenos Aires Zuschauer: 30.000 Schiedsrichter: Bernard Marie (Frankreich) |
| 23. Juli 1960 | Straftritte: Devoto | (3:16) Bericht | Versuche: Boniface Celaya (2) de Grégorio Domenech (2) Lacroix Larrue Marquesuzaa Erhöhungen: Vannier (5) | Estadio GEBA, Buenos Aires Zuschauer: 30.000 Schiedsrichter: Bernard Marie (Frankreich) |

Aufstellungen:
- Argentinien: Juan Casanegra, Isidro Comas , Eduardo González del Solar, Rodolfo Devoto, Elias Gavina, Esteban Karplus, Enrique Krossler, Enrico Neri, Ricardo Oliveri, Aitor Otaño, Jorge Pulido, Rodolfo Schmidt, Eduardo Sorhaburu, Florencio Varela, Glauco Wessek
- Frankreich: Guy Boniface, Michel Celaya, Michel Crauste, Jean de Grégorio, Pierre Dizabo, Amédée Domenech, Jean Dupuy, Pierre Lacroix, Hervé Larrue, Arnaud Marquesuzaa, François Moncla , Henri Rancoule, Alfred Roques, Jean-Pierre Saux, Michel Vannier

| 6. August 1960 | Argentinien       | 3 : 12  | Frankreich                                                    | Estadio GEBA, Buenos Aires Zuschauer: 25.000 Schiedsrichter: Carlos Seminario (Argentinien) |
| 6. August 1960 | Versuche: Karplus | Bericht | Versuche: Boniface (2) Straftritte: Brethes Dropgoals: Dizabo | Estadio GEBA, Buenos Aires Zuschauer: 25.000 Schiedsrichter: Carlos Seminario (Argentinien) |

Aufstellungen:
- Argentinien: Carlos Álvarez, Elias Gavina, Carlos Giuliano, Ángel Guastella, Cristóbal Hirsch, Enrique Holmgren, Esteban Karplus, Enrique Krossler, Enrique Mitchelstein, Ricardo Oliveri, Aitor Otaño, Jorge Rios, Antonio Salinas , Rodolfo Schmidt, Horacio Vidou
- Frankreich: Guy Boniface, Roger Brethes, Michel Celaya, Jean de Grégorio, Pierre Dizabo, Amédée Domenech, Michel Lacome, Pierre Lacroix, Hervé Larrue, Sylvain Meyer, François Moncla , Jean Othats, Henri Rancoule, Alfred Roques, Jean-Pierre Saux

| 17. August 1960 | Argentinien           | 6 : 29         | Frankreich                                          | Estadio GEBA, Buenos Aires Zuschauer: 25.000 Schiedsrichter: Bernard Marie (Frankreich) |
| 17. August 1960 | Straftritte: Rios (2) | (0:21) Bericht | Versuche: Boniface Crancée Dizabo Dupuy (2) Lacroix | Estadio GEBA, Buenos Aires Zuschauer: 25.000 Schiedsrichter: Bernard Marie (Frankreich) |

Aufstellungen:
- Argentinien: Walter Aniz, Juan Casanegra, Juan Guidi, Cristóbal Hirsch, Enrique Holmgren, Esteban Karplus, Enrique Krossler, Enrique Mitchelstein, Enrico Neri, Ricardo Oliveri, Aitor Otaño, Jorge Rios, Antonio Salinas , Rodolfo Schmidt, John Vibart
- Frankreich: Guy Boniface, Michel Celaya, Roland Crancée, Michel Crauste, Pierre Dizabo, Amédée Domenech, Jean Dupuy, Pierre Lacroix, Hervé Larrue, Roger Martine, François Moncla , Alfred Roques, Jacques Rollet, Jean Othats, Michel Vannier

## Kader

### Management
- Tourmanager: René Crabos
- Trainer: Marcel Laurent
- Kapitän: François Moncla

### Spieler
| Spieler            | Position         | Mannschaft            |
| ------------------ | ---------------- | --------------------- |
| Pierre Danos       | Gedrängehalb     | AS Béziers            |
| Pierre Lacroix     | Gedrängehalb     | Stade Montois         |
| Pierre Dizabo      | Verbinder        | US Tyrosse            |
| Guy Boniface       | Innendreiviertel | Stade Montois         |
| Michel Lacome      | Innendreiviertel | Section Paloise       |
| Arnaud Marquesuzaa | Innendreiviertel | FC Lourdes            |
| Roger Martine      | Innendreiviertel | FC Lourdes            |
| Jean Dupuy         | Außendreiviertel | Stadoceste Tarbais    |
| Jean Othats        | Außendreiviertel | US Dax                |
| Henri Rancoule     | Außendreiviertel | RC Toulon             |
| Roger Brethes      | Schlussmann      | SA Saint-Sever        |
| Michel Vannier     | Schlussmann      | Racing Club de France |

| Spieler          | Position             | Mannschaft            |
| ---------------- | -------------------- | --------------------- |
| Jean de Grégorio | Hakler               | FC Grenoble           |
| Jacques Rollet   | Hakler               | Aviron Bayonnais      |
| Raoul Barrière   | Pfeiler              | AS Béziers            |
| Amédée Domenech  | Pfeiler              | CA Brive              |
| Alfred Roques    | Pfeiler              | Stade Cadurcien       |
| Michel Celaya    | Zweite-Reihe-Stürmer | Stade Bordelais       |
| Hervé Larrue     | Zweite-Reihe-Stürmer | US Carmaux            |
| Jean-Pierre Saux | Zweite-Reihe-Stürmer | Section Paloise       |
| Jean Carrère     | Flügelstürmer        | RC Toulon             |
| Michel Crauste   | Flügelstürmer        | FC Lourdes            |
| Sylvain Meyer    | Flügelstürmer        | CA Périgueux          |
| François Moncla  | Flügelstürmer        | Racing Club de France |
| Roland Crancée   | Nummer Acht          | FC Lourdes            |